# 鳥取治郎八
鳥取 治郎八（とっとり じろはち、1853年5月15日（嘉永6年4月8日） - 1936年（昭和11年）3月22日）は、日本の実業家、資産家、篤農家、大地主、香川県多額納税者。合資会社信正社有限責任社員。讃岐農工銀行監査役。族籍は香川県平民。憲仁親王妃久子は曽孫。承子女王、千家典子、守谷絢子は玄孫。

## 人物
讃岐国（現・香川県）出身。鳥取為三郎の長男。1886年、家督を相続した。農業を営んだ。貴族院多額納税者議員選挙の互選資格を有した。金持ちであるが驕らず勤倹力行を旨とし家業の発展を図った。公共慈善の事に接すると私財を投じて惜しむ所はなかった。住所は香川県三豊郡笠田村。

## 家族・親族
鳥取家
- 祖父・勇治郎[9]
- 父・為三郎（1885年6月より3か年に亘り中之池を修築し、水利の便を興した[9]）
- 妻・シナ（1853年 - ?、香川士族、三好源市の長女）[8]
- 長女・マサ（1877年 - ?、香川、浪越直治郎の長男・鷹太郎の妻）[8]
- 三女・フサ（1884年 - ?、愛媛、鈴木澤之助の長男・富士太郎の妻）[8]
- 二男・為三郎（1888年 - ?、地主、香川県多額納税者）[10]
  - 同妻・久壽[10]、あるいは久嘉[5]（1898年 - ?、香川、岩井徳一の妹）
  - 同長男・綱太郎（1919年 - 2006年）
  - 同二男・滋治郎（1924年 - 2013年）
- 養子・コイソ（1881年 - ?、香川、荻田才助の二男・延治郎の妻）[8]